# Entrenamiento funcional
El entrenamiento funcional es una clasificación de ejercicio que consiste en entrenar el cuerpo para las actividades que se realizan en la vida diaria.

## Orígenes
La formación funcional tiene sus orígenes en la rehabilitación para poder ayudar a las personas en los ejercicios.

## Equipamiento y entrenamiento
Algunas opciones incluyen:
- Clubbells o clavas
- Macebells o mazas
- Máquinas de cable
- Barra
- Mancuernas
- Pelotas de medicina
- Pesas rusas
- Entrenamiento de peso corporal
- Fisiobolas (también llamadas pelotas suizas o pelotas de ejercicio)
- Tubos de resistencia
- Rocker y tableros tambaleantes
- Equipamiento de Vibración de Cuerpo Entero (también llamado WBV o Formación de Aceleración)
- Discos de equilibrio
- Sacos de arena
- Sistema de suspensión
- Slideboard (tabla deslizante)
- Redcord (entrenamiento en suspensión , sobre cuerdas inestables)
- Cuerdas